# لرزنه
روستای زیبای لرزنه یکی از روستاهای دیدنی آلاشت است که در ارتفاعات این منطقه ساخته شده است. این روستا به علت قرار گرفتن در منطقه‌ای سردسیر، تنها در چند ماه تابستان سال قبل سکونت بوده و بیشتر از آن به عنوان تفریحگاه تابستانی استفاده می‌شود. مسیر دسترسی به آن از طریق جاده جنگلی و از طریق شیرگاه و آلاشت می‌باشد.